# Tibethert
Het Tibethert (Cervus canadensis wallichi) is een ondersoort van de wapiti, die voorkomt in Tibet en Bhutan. Deze ondersoort werd ooit beschouwd als bijna uitgestorven, maar inmiddels is de populatie gegroeid tot meer dan 8.300 individuen. Het grootste deel hiervan leeft in het 120.000 ha grote natuurreservaat in Riwoche, Chamdo, Tibetaanse Autonome Regio, China. In het begin van de twintigste eeuw werden Tibetherten gehouden in London Zoo. 

## Beschrijving
Het Tibethert is relatief massief gebouwd met korte poten en een grote, vierkante snuit. De wintervacht is licht zandbruin, behalve het grijzige gezicht. De zomervacht is leigrijs. De grote, witte stuitvlek, inclusief de korte staart, heeft geen donkere rand zoals bijvoorbeeld bij de Sichuanwapiti. De herten uit het oostelijke deel van het verspreidingsgebied hebben een donkere ruglijn.

## Leefgebied
Het Tibethert vormt samen met het Sichuanwapiti en C. c. kansuensis de zuidelijke groep van de wapiti. De ondersoort leeft in het noorden van Bhutan en het zuiden van Tibet, waar die wordt waargenomen in de Chumbivallei in de buurt van Sikkim en bij het Manasarovarmeer. Men dacht dat de ondersoort volledig uitgestorven was totdat in 1988 een kleine populatie werd herontdekt in Bhutan en het zuidoosten van Tibet. Het oorspronkelijke verspreidingsgebied besloeg waarschijnlijk vele kleinere valleien van de Brahmaputra ten noorden van de Himalaya (Yarlung Tsangpo). Een onderzoek in 1995 bracht de ontdekking dat er nog steeds een populatie van ongeveer 200 Tibetherten bestaat ten noorden van de Yarlung Tsangpo in de buurt van het dorp Zhenqi. Omdat dit de enige bekende levensvatbare populatie van dit hert is, zijn er plannen om hier een reservaat op te richten voor bescherming ervan. Rond de Subansiri zijn aanwijzingen gevonden voor andere relictpopulaties.
Ze worden bejaagd door de Himalayawolf.